# Слишком много солнца
«Сли́шком мно́го со́лнца» (англ. Too Much Sun) — фильм режиссёра Роберта Дауни-старшего.

## Сюжет
Престарелый финансовый магнат перед смертью составляет завещание. По настоянию священника он включает церковь в завещание, но делает следующую оговорку: причитающиеся церкви деньги получают его дети, если в течение года после его смерти они производят на свет детей. Ситуацию осложняет тот факт, что сын магната — гей, а дочь — лесбиянка. Брат и сестра начинают борьбу за наследство отца. Им подворачиваются два риелтора-неудачника, которые тоже хотят отхватить часть наследства. Один из них, Рид Ричмонд, мечтает об актёрской карьере и не желает упускать такой шанс. Он и его друг убеждают немолодых наследников миллионера усыновить их. В то же время появляется соблазнительная красотка, которая тоже не желает упускать возможность получения доли. Она пытается соблазнить Винсента и уговаривает его дать ей шанс.

## В ролях
- Роберт Дауни-младший — Рид Ричмонд
- Эрик Айдл — Сонни Риверс
- Андреа Мартин — Бэтси Риверс
- Джим Хайни — Отец Симус Келли
- Лаура Эрнст — Сьюзан Коннор
- Алан Арбус — Винсент
- Кристофер Манкивиц — курьер
- Говард Дафф — О. М. Риверс (последняя роль в кино)
- Лара Харрис — Сестра Урсула
- Хайди Сведберг — Сестра Агнес
- Ральф Маччио — Фрэнк делла Рокка, мл.
- Джеймс Хонг — Фрэнк делла Рокка, ст.

## Съёмочная группа
- Роберт Дауни-старший — режиссёр, автор сценария
- Лора Эрнст — автор сценария
- Лиза Хенсен — продюсер
- Пол Херцбергер — продюсер
- Сеймур Морганстерн — продюсер
- Джо Билелла — сопродюсер
- Роберт Йоман — оператор-постановщик
- Шон Хаусман — художник-постановщик
- Деннис Майкл Бансмер — художник по костюмам
- Дэвид Роббинс — композитор
- Джо Д`Агустин — редактор

## Прокат
Фильм содержит сексуальные сцены, ругательства, не предназначен для просмотра детьми младше 16 лет.
Кассовые сборы в США составили по одним данным всего 44,492 доллара США, а по другим 53,000 долларов США. 
Фильм выпускался только на VHS и на DVD-носители не переносился.

## Критика
Фильм получил неоднозначную оценку специалистов и зрителей. В частности, Питер Траверс (англ. Peter Travers) из журнала Rolling Stone так прокомментировал кинофильм:
«Дауни получил то, чего больше всего боится любой настоящий сатирик: он изжил себя»
Напротив, Винсент Кэнби (англ. Vincent Canby) из журнала New York Times дал высокую оценку фильму и оставил следующий комментарий:
«Мистер Дауни — веселый парень»
«Ассоциация американских католических священников» оценила фильм как безнравственный, и присвоила ему лейбл «О» (низшая оценка в рейтинге)